# Pemphigus passeki
Pemphigus passeki är en insektsart. Pemphigus passeki ingår i släktet Pemphigus och familjen långrörsbladlöss. Inga underarter finns listade i Catalogue of Life.